# Cnephaeus tatei
Cnephaeus tatei is een zoogdier uit de familie van de gladneuzen (Vespertilionidae). De wetenschappelijke naam van de soort werd voor het eerst geldig gepubliceerd door Ellerman & Morrison-Scott in 1951.

## Voorkomen
De soort komt voor in India.